# 장난감 가게

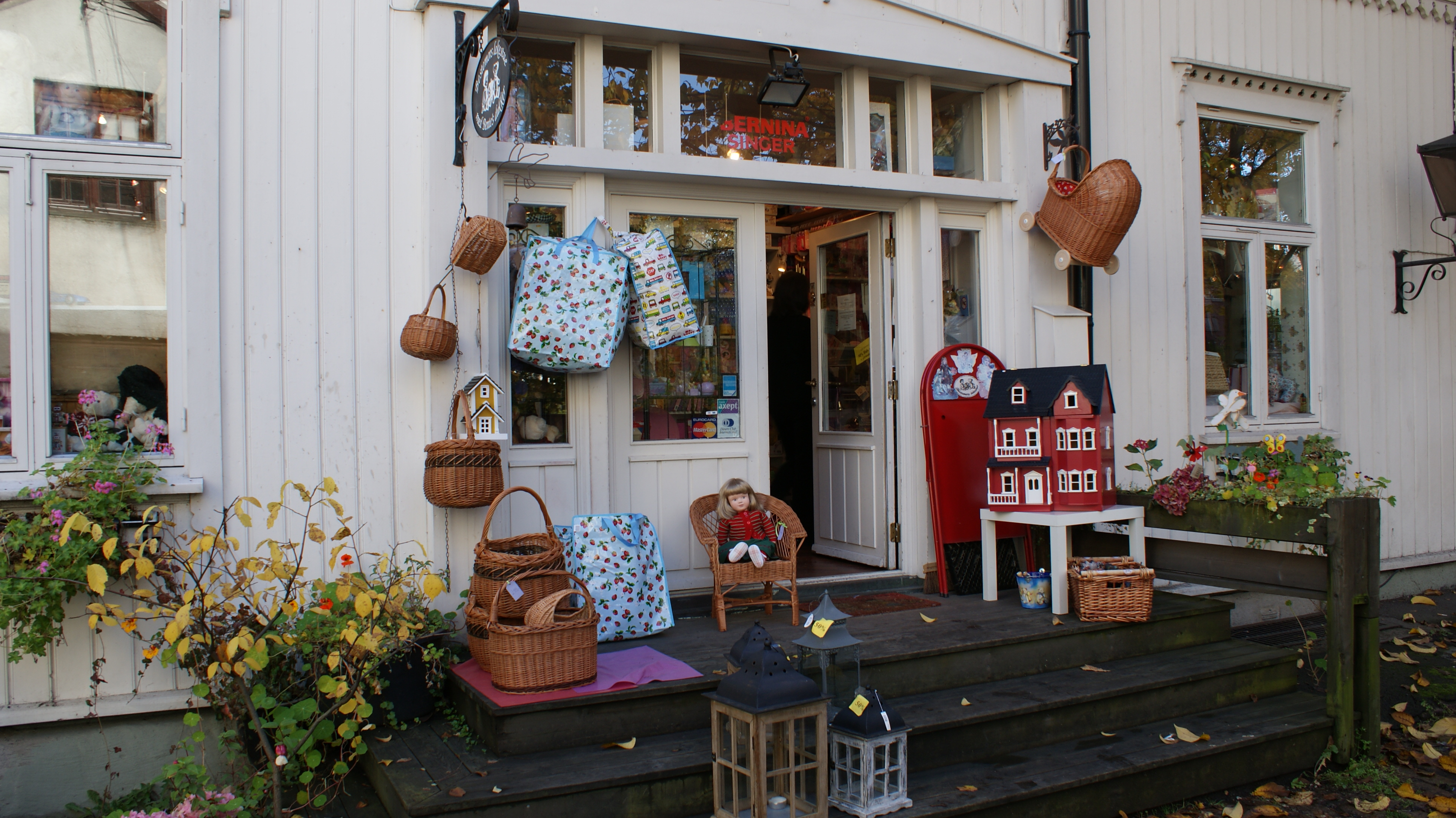
노르웨이 오슬로에 있는 집에서 만든 장난감 가게

장난감 가게는 장난감을 파는 가게이다. 대표적으로 미국의  토이저러스가 있다.

## 역사
최초의 장난감 가게는 윌리엄 햄리에 의해 1760년 런던에서 "노아의 방주"라는 이름으로 설립되었고, 나중에 햄리로 이름이 바뀌었다. 7개 층이 넘는 세트장으로, 런던 웨스트엔드의 200 리젠트 스트리트에 있는 햄리 지점이 1881년에 문을 열었다. 뉴욕시의 유명한 장난감 가게인 FAO 슈바르츠는 슈바르츠 토이 바자라는 이름으로 설립되었다. 1862년 독일 이민자인 프레드릭 오귀스트 오토 슈바르츠에 의해 설립되었다. 이전의 미국 최대 장난감 소매업체인 토이저러스는 1948년 제2차 세계대전의 참전용사인 찰스 라자루스에 의해 사업을 시작했다. 2015년 FAO 슈바르츠는 문을 닫았고, 토이저러스가 2018년 파산한 후까지 다시 문을 열지 않았다.